# Club Classics Vol. One
Albums de Soul II Soul
Vol. II: 1990 – A New Decade
(1990)
Club Classics Vol. One est le premier album de Soul II Soul, sorti en 1989. 

## L'album
Succès des pistes de danse dès sa sortie grâce essentiellement aux singles Keep on movin' et Back to life, l'album atteint la 1re place des hit-parades et devient triple disque de platine selon la British Phonographic Industry et double disque de platine selon RIAA. Q magazine le classe à la 28e place de son classement des 50 meilleurs albums britanniques de tous les temps et 34e des 40 meilleurs albums des années 1980. Slant Magazine le place à la 100e de son classement éponyme. Il fait partie des 1001 albums qu'il faut avoir écoutés dans sa vie. 

### Titres
1. Keep on Movin' (avec Caron Wheeler) (Trevor Beresford Romeo) (6:00)
2. Fairplay (avec Rose Windross) (Romeo, Nellee Hooper, Rose Windross) (5:55)
3. Holdin' On (Romeo, Simon Law) (4:13)
4. Feeling Free (Romeo) (4:13)
5. African Dance (Romeo, Law) (6:00)
6. Dance (Romeo, Law) (3:40)
7. Feel Free (avec Do'reen) (Romeo, Hooper) (5:00)
8. Happiness (Romeo, Hooper) (5:30)
9. Back to Life (avec Caron Wheeler) (Romeo) (3:12)
10. Jazzie's Groove (Romeo, Hooper) (3:12)

### Musiciens
- Aitch B. : voix
- Crispin : percussions
- Jazzie B (en) : rap
- Kushite[3] : flute
- Simon Law : claviers, piano
- Andrew Levy : basse
- Shikisha : voix
- Graham Silbiger : basse
- Caron Wheeler (en) : voix
- Rose Windross : voix